# تیبو پرسین
تیبو پرسین (انگلیسی: Tibo Persyn؛ زادهٔ ۱۳ مارس ۲۰۰۲) بازیکن فوتبال اهل بلژیک است که در پست هافبک به‌صورت قرضی از اینترمیلان در باشگاه فوتبال وسترلو، از باشگاه‌های حاضر در لیگ برتر فوتبال بلژیک بازی می‌کند.
از باشگاه‌هایی که در آن بازی کرده‌است می‌توان به باشگاه فوتبال کلوب بروژ و باشگاه فوتبال اینتر میلان اشاره کرد.
وی همچنین در تیم‌های ملی فوتبال زیر ۱۵ سال، زیر ۱۷ سال، زیر ۱۸ سال، و زیر ۱۹ سال بلژیک بازی کرده‌است.

## دوران باشگاهی
پرسین پس از پیوستن به آکادمی جوانان کلوب بروژ در سال ۲۰۱۲، در تابستان ۲۰۱۸ در سن ۱۶ سالگی به تیم جوانان اینتر میلان پیوست. در ژوئیه ۲۰۲۱، او به صورت قرضی یک فصل، با گزینه دائمی شدن قرضی به کلوب بروژ از لیگ برتر فوتبال بلژیک بازگشت.
او اولین بازی حرفه‌ای خود را در ۱۵ اوت ۲۰۲۱ انجام داد و در دقیقه ۸۷ به عنوان یار تعویضی به‌جای کلینتون ماتا در برد ۴–۰ لیگ مقابل زولته وارخم وارد زمین شد.
اولین گل پرسین برای این باشگاه در ۲۲ اوت ۲۰۲۱ در دقیقه ۵۵ در جریان پیروزی ۳–۲ مقابل بیرشات ویلریج به ثمر رسید.
در ۲۷ ژانویه ۲۰۲۲، بروژ و وسترلو توافق کردند که پرسین تا پایان فصل به وسترلو بپیوندد.

## دوران ملی
پرسین نماینده بلژیک در سطوح زیر ۱۵، زیر ۱۷، زیر ۱۸ و زیر ۱۹ سال بوده‌است. او ۳ بازی برای بلژیک در مسابقات قهرمانی اروپا زیر ۱۷ سال ۲۰۱۸ و ۴ بازی در مسابقات قهرمانی زیر ۱۷ سال اروپا ۲۰۱۹ انجام داد.